# Bangre
Ne doit pas être confondu avec Bangré.
Bangre (en népalais : बाँग्रे) est un comité de développement villageois du Népal situé dans le district de Lamjung. Au recensement de 2011, il comptait 1 659 habitants.